# Злобин (село)
45°17′ пн. ш. 14°39′ сх. д. / 45.29° пн. ш. 14.65° сх. д.
Злобин (хорв. Zlobin) — населений пункт у Хорватії, у Приморсько-Горанській жупанії у складі міста Бакар.

## Населення
Населення за даними перепису 2011 року становило 316 осіб.
Динаміка чисельності населення поселення:

## Клімат
Середня річна температура становить 9,50 °C, середня максимальна – 20,91 °C, а середня мінімальна – -2,92 °C. Середня річна кількість опадів – 1472 мм.
| Клімат поселення                              | Клімат поселення | Клімат поселення | Клімат поселення | Клімат поселення | Клімат поселення | Клімат поселення | Клімат поселення | Клімат поселення | Клімат поселення | Клімат поселення | Клімат поселення | Клімат поселення | Клімат поселення |
| Показник                                      | Січ.             | Лют.             | Бер.             | Квіт.            | Трав.            | Черв.            | Лип.             | Серп.            | Вер.             | Жовт.            | Лист.            | Груд.            |                  |
| Середній максимум, °C                         | 6,64             | 6,21             | 8,49             | 12,48            | 16,82            | 20,72            | 20,86            | 20,91            | 16,81            | 12,64            | 7,84             | 5,78             |                  |
| Середня температура, °C                       | 2,08             | 1,66             | 3,92             | 7,92             | 12,25            | 16,16            | 18,39            | 18,44            | 14,34            | 10,17            | 5,36             | 3,31             |                  |
| Середній мінімум, °C                          | −2,49            | −2,92            | −0,65            | 3,34             | 7,68             | 11,58            | 15,92            | 15,97            | 11,88            | 7,70             | 2,89             | 0,84             |                  |
| Норма опадів, мм                              | 103              | 97               | 109              | 118              | 105              | 124              | 86               | 107              | 135              | 167              | 181              | 140              |                  |
| Середньомісячна швидкість вітру, м/с          | 3.53             | 3.66             | 3.64             | 3.37             | 3.08             | 2.94             | 2.82             | 2.93             | 3.09             | 3.45             | 3.79             | 3.83             |                  |
| Середньомісячна сонячна радіація, кДж/м²·день | 4393             | 7228             | 10418            | 14819            | 18949            | 20481            | 22075            | 18661            | 13839            | 9103             | 4784             | 3724             |                  |
| --------------------------------------------- | ---------------- | ---------------- | ---------------- | ---------------- | ---------------- | ---------------- | ---------------- | ---------------- | ---------------- | ---------------- | ---------------- | ---------------- | ---------------- |
| Джерело:                                      |                  |                  |                  |                  |                  |                  |                  |                  |                  |                  |                  |                  |                  |